# Basilicum
Basilicum, monotipski biljni rod iz porodice usnača. jedina vrsta je B. polystachyon, jednogodišnja, medicinski važna ljekovita biljka Starog svijeta (Afrika i Azija)
Rod je smješten u podtribus  Ociminae, dio tribusa Ocimeae, potporodica Nepetoideae.

## Opis
“Mošusni bosiljak” je aromatična, uspravna, jako razgranata, jednogodišnja do kratkotrajna višegodišnja biljka plitkog korijena koja naraste 40 - 100 cm visoko.

## Raspon
Tropska i južna Afrika, preko Indijskog oceana, tropske i suptropske Azije do Australije.

## Stanište
Biljka nizinskih tropskih krajeva, gdje se obično nalazi na visinama ispod 600 metara. Biljka najbolje uspijeva u područjima s izrazitom sušnom sezonom. Može se naći kao korov na otvorenim pustinjama, obično u vlažnim tlima, kao što su rižina polja ugar, uz potoke i močvarne travnjake. Biljke mogu cvjetati tijekom cijele godine.

## Ljekovitost
Listovi mošusnog bosiljka koriste se iznutra kao čaj, a izvana u uvarku kao losion. Savjetuje se oprez pri korištenju ove biljke jer neki ljudi ne podnose unutarnju upotrebu, pa se u ustima razvijaju ranice. Zdrobljeni listovi koriste se kao sedativ, te za ublažavanje bolnih uganuća i udova. Uvarci se koriste za epilepsiju, lupanje srca, neuralgije, živčane glavobolje, nervozu nakon poroda, reumatizam i konvulzije. Svježi korijen se žvače protiv kašlja ili kuha s hranom za smanjenje nadutosti. Infuzija ploda uzima se za porođaj u slučaju odgođenog poroda. Sok od lišća se djeci cijedi u nosnice da izazove kihanje, da izliječi glavobolju.

## Ostale namjene
Biljka se spaljuje u zatvorenom prostoru kao repelent za komarce i zmije. 
Listovi i cvjetovi daju blijedožuto viskozno eterično ulje, čije su glavne komponente: metil-eugenol (39%), metil-izoeugenol (8%), limonen (7%), 1,8-cineol (eukaliptol, 5 %), 'BETA'-elemen (5%), 'BETA'-kariofilen (5%), 'BETA'-selinen (4%), citronelal (3,5%), geranil acetat (2,9%), 'ALFA'-humulen (2,4%), izobornil acetat (2%) i 'DELTA'-kadinen (2%). Eugenol je toksičan u velikim količinama i može uzrokovati kontaktni dermatitis.
Širenje

## Sinonimi
- Lehmannia Jacq. ex Jacq.f.; Ecl. Pl. Rar. 2: t. 108 (1844)
- Lumnitzera Jacq. ex Spreng.; Syst. Veg., 2: 687 (1825), nom. illeg.
- Moschosma Rchb.; Consp. Regn. Veg.: 171 (1828)
- Perxo Raf.; Autik. Bot.: 121 (1840)
- Basilicum polystachyon var. stereocladum Briq.; Bull. Herb. Boissier 2: 123 (1894)
- Lehmannia ocymoidea Jacq. ex Steud.; Nomencl. Bot., ed. 2, 2: 21 (1841)
- Lumnitzera moschata (R.Br.) Spreng.; Syst. Veg. 2: 687 (1825)
- Lumnitzera polystachyon (L.) J.Jacq. ex Spreng.; Syst. Veg. 2: 687 (1825)
- Moschosma dimidiatum (Schumach. & Thonn.) Benth.; Labiat. Gen. Spec. 24 (1832)
- Moschosma moschatum (R.Br.) Druce; Rep. Bot. Soc. Exch. Club Brit. Isles 1916: 637 (1917)
- Moschosma polystachyon (L.) Benth.; Pl. Asiat. Rar. [Wallich] 2: 13 (1830)
- Ocimum dimidiatum Schumach. & Thonn.; Schumach., Beskr. Guin. Pl.: 267 (1827)
- Ocimum moschatum Salisb.; Prodr. Stirp. Chap. Allerton 87 (1796), nom. superfl.
- Ocimum polystachyon L.; Mant. PI., ed. 2, 567 (1771)
- Ocimum tashiroi Hayata; Icon. Pl. Formosan. 9: 86 (1920)
- Perxo polystachyon (L.) Raf.; Autik. Bot.: 121 (1840)
- Plectranthus micranthus Spreng.; Syst. Veg. 2: 691 (1825)
- Plectranthus moschatus R.Br.; Prodr. Fl. Nov. Holland. 506 (1810)
- Plectranthus parviflorus R.Br.; Prodr. Fl. Nov. Holland. 506 (1810), nom. illeg.